# Hersey Hawkins
Hersey R. Hawkins, Jr. (* 29. September 1966 in Chicago, Illinois, Vereinigte Staaten) ist ein ehemaliger US-amerikanischer Basketballspieler, der 13 Jahre in der National Basketball Association (NBA) spielte.

## Karriere
Hawkins spielte vier Jahre für die Bradley University, wo er im letzten Jahr 36,3 Punkte im Schnitt erzielte und zum College-Spieler des Jahres 1988 gewählt wurde. Bevor er am NBA-Draft 1988 teilnahm, war er Mitglied der amerikanischen Basketballnationalmannschaft bei den Olympischen Spielen 1988 in Seoul. Die favorisierten Amerikaner verloren im Halbfinale gegen die Sowjetunion und gewannen am Ende Bronze.
Im anschließenden NBA-Draft wurde Hawkins an sechster Stelle von den Los Angeles Clippers ausgewählt und direkt im Anschluss zu den Philadelphia 76ers transferiert. Bei den Sixers spielte an der Seite von Charles Barkley die zweite Angriffsoption. Im Jahre 1991 wurde er in das NBA All-Star Game berufen. Die Saison 1990–91 schloss er mit 22,1 Punkten pro Spiel ab, die seine beste war. In den fünf Jahren, die er für die Sixers spielte, erzielte er 19 Punkte im Schnitt und traf dabei über 40 % seiner Dreipunktwürfe. 1993 wurde er zu den Charlotte Hornets transferiert, die er nach zwei Saisons verließ. 
Im Jahre 1995 wurde Hawkins für Kendall Gill zu den Seattle SuperSonics transferiert. Hier stellte er mit Gary Payton einen gefährlichen Backcourt, der 1996 das NBA-Finale erreichte. Man unterlag jedoch in diesem den Chicago Bulls mit 2-4. Die nächsten Jahre blieb Hawkins ein produktiver Spieler für die Sonics, der im Schnitt 13 Punkte erzielte. Im Jahre 1999 gewann er den NBA Sportsmanship Award für ethisch korrektes Verhalten. 
Im gleichen Jahr schloss er sich seinem Heimatverein den Chicago Bulls an, wo er als Starter 7,9 Punkte im Schnitt erzielte. Seine letzte Karrierestation wurden wieder die Hornets, wo er nur noch sporadisch zum Einsatz kam. 2001 beendete er seine Karriere.
Nach seiner Karriere arbeitete Hawkins als Assistenztrainer für eine Highschool-Basketballmannschaft. Aktuell ist er als Direktor für Spielerentwicklung bei den Portland Trail Blazers angestellt.

## Persönliches
Hawkins hat drei Söhne die ebenfalls Basketballer sind. Sein Cousin ist der ehemalige NFL-Profi Flozell Adams.